# Wybrzeże Gdańsk
Wybrzeże Gdańsk (deutsch: Küste Gdańsk) ist ein polnischer Handballverein aus Gdańsk (Danzig). Aus Sponsoringgründen trägt der Verein den Namen Torus Wybrzeże Gdańsk.

## Geschichte
Der Verein wurde im Jahr 1951 gegründet. In der Saison 1965/66 gewann die Männermannschaft erstmals die polnische Meisterschaft. In den frühen 1980er Jahren stieg das Team aus Gdańsk zum polnischen Serienmeister auf. In der Saison 1985/86 erreichte das Team die Finalspiele im Europapokal der Landesmeister, in denen man gegen den jugoslawischen Klub Metaloplastika Šabac nach einem 29:24 zu Hause noch mit 23:30 im Rückspiel unterlag. Im Europapokal der Landesmeister 1986/87 revanchierte man sich und schaltete die Jugoslawen im Halbfinale aus. In den Finalspielen unterlag man dem sowjetischen Klub SKA Minsk mit 24:32 und 25:30.
Zwei Jahre nach dem Gewinn der letzten polnischen Meisterschaft wurde die Mannschaft 2003 zum Universitätsteam AZS-AWFiS Gdańsk umbenannt. 2010 folgte die Neugründung als Wybrzeże Gdańsk. In der Folge gelang der Durchmarsch bis in die zweite polnische Liga. 2011 wurde der Verein in Spójnia Wybrzeże Gdańsk umbenannt, um zu betonen, dass auch Menschen aus der Gemeinde des aufgelösten Vereins Spójnia Gdańsk zur Reaktivierung der Mannschaft beigetragen hatten, was bei den Fans zu Protest führte. Im Sommer 2012 kehrte man zum Namen Wybrzeże Gdańsk zurück. In der Saison 2012/13 scheiterte das Team in der Aufstiegsrelegation zur ersten polnischen Liga. Ein Jahr darauf gelang der Aufstieg. Nach dem direkten Wiederabstieg belegte Gdańsk den dritten Platz in der Spielzeit 2015/16. Durch eine Wildcard nahm man wieder an der Superliga teil, in der der Verein bis heute spielt.

## Bekannte ehemalige Spieler

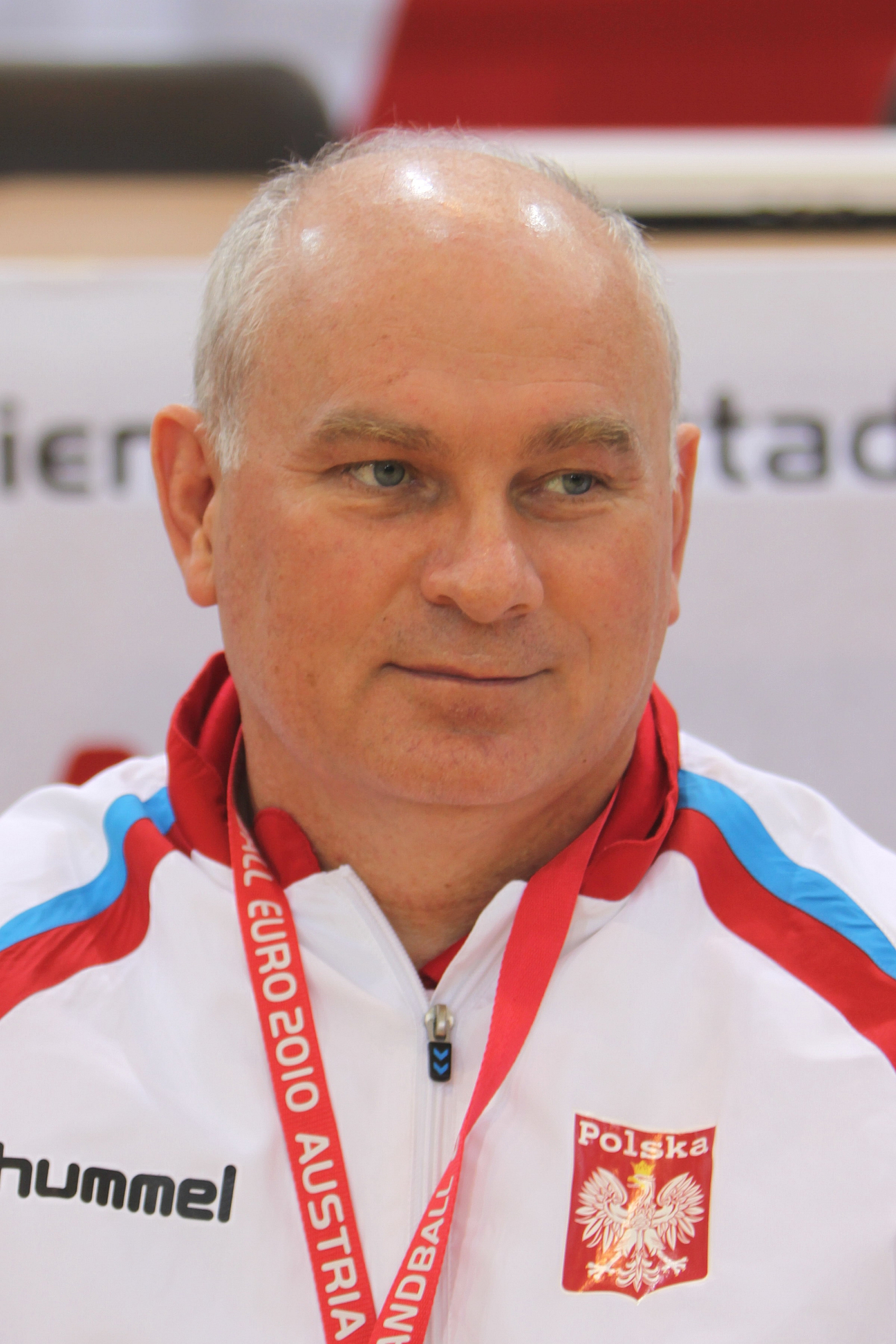
Daniel Waszkiewicz war als Spielmacher und Cheftrainer aktiv.

- Kacper Adamski
- Mateusz Jachlewski
- Krzysztof Komarzewski
- Adrian Kondratiuk
- Damian Kostrzewa
- Leszek Krowicki
- Patryk Kuchczyński
- Rafał Kuptel
- Marcin Lijewski
- Paweł Niewrzawa
- Dawid Nilsson
- Marek Panas
- Marcin Pilch
- Zbigniew Plechoć
- Artur Siódmiak
- Zbigniew Urbanowicz
- Daniel Waszkiewicz
- Adam Weiner
- Bogdan Wenta
- Damian Wleklak

## Bisherige Trainer
- Leon Wallerand (1951–1957)[1]
- Tadeusz Breguła (1957–1961)[1]
- Jan Wadych (1961–1963)[1]
- Leon Wallerand (1963–?)[1]
- Aleksander Stankiewicz[1]
- Leon Wallerand[1]
- Leszek Hoft[1]
- Józef Zawadzki (1979–1982)[1]
- Zdzisław Czoska (1982–1987)[1]
- Eugeniusz Reichel (1987–1988)[1]
- Piotr Rembieliński (1988–1989)[1]
- Wiesław Predehl (1989–1992)[1]
- Zdzisław Czoska (1992–1994)[1]
- Bronisław Olejniczak (1994–1995)[1]
- Daniel Waszkiewicz (1996–2003)[1]
- Marek Mońko (2010–2011)

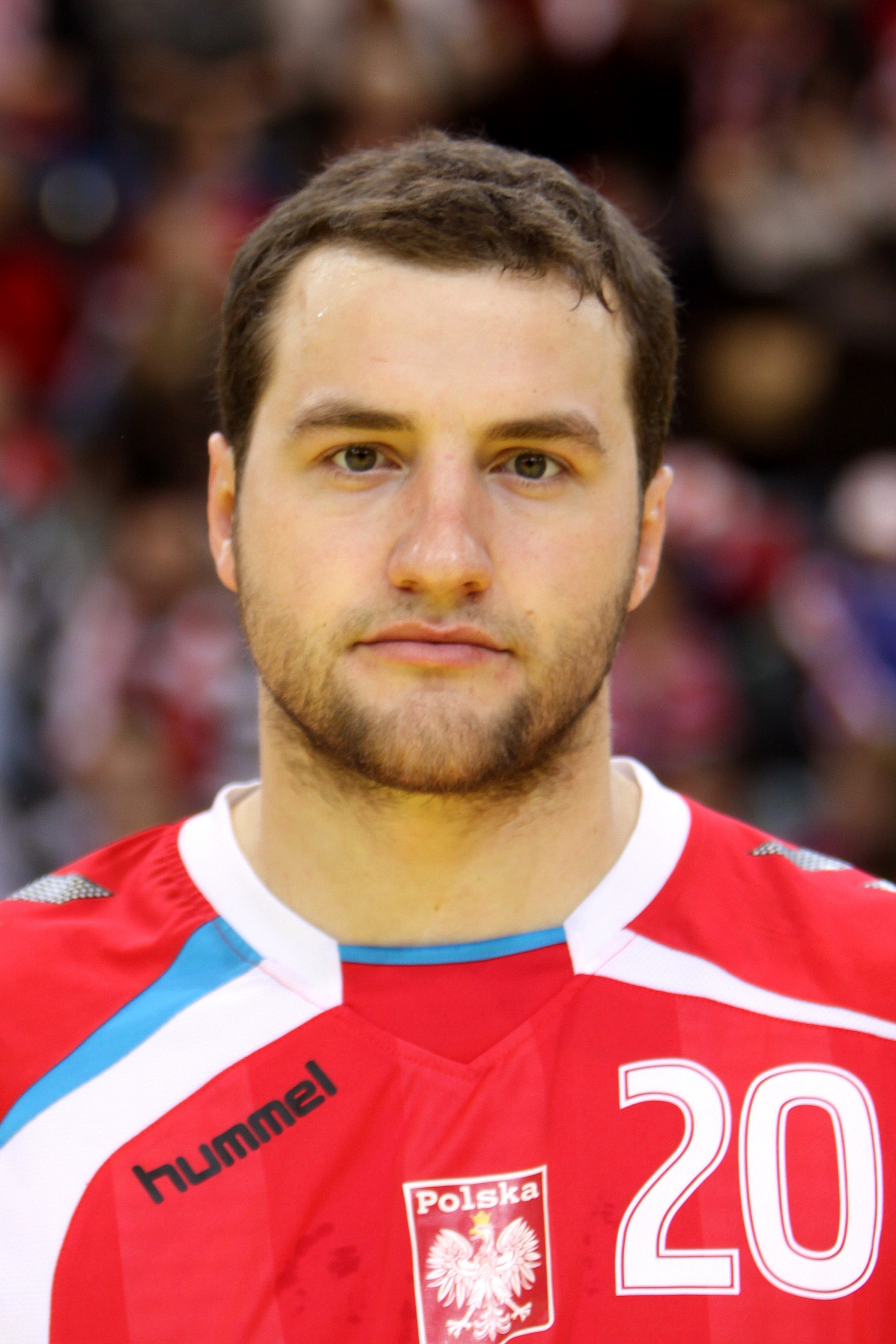
Mariusz Jurkiewicz ist seit 2021 Cheftrainer.

- Daniel Waszkiewicz und Damian Wleklak (2011–2015)
- Damian Wleklak (2015–2017)
- Marcin Lijewski (2017–2019)
- Thomas Szwed-Ørneborg (2019)
- Krzysztof Kisiel (2020–2021)
- Mariusz Jurkiewicz (2021–heute)